# 조준의

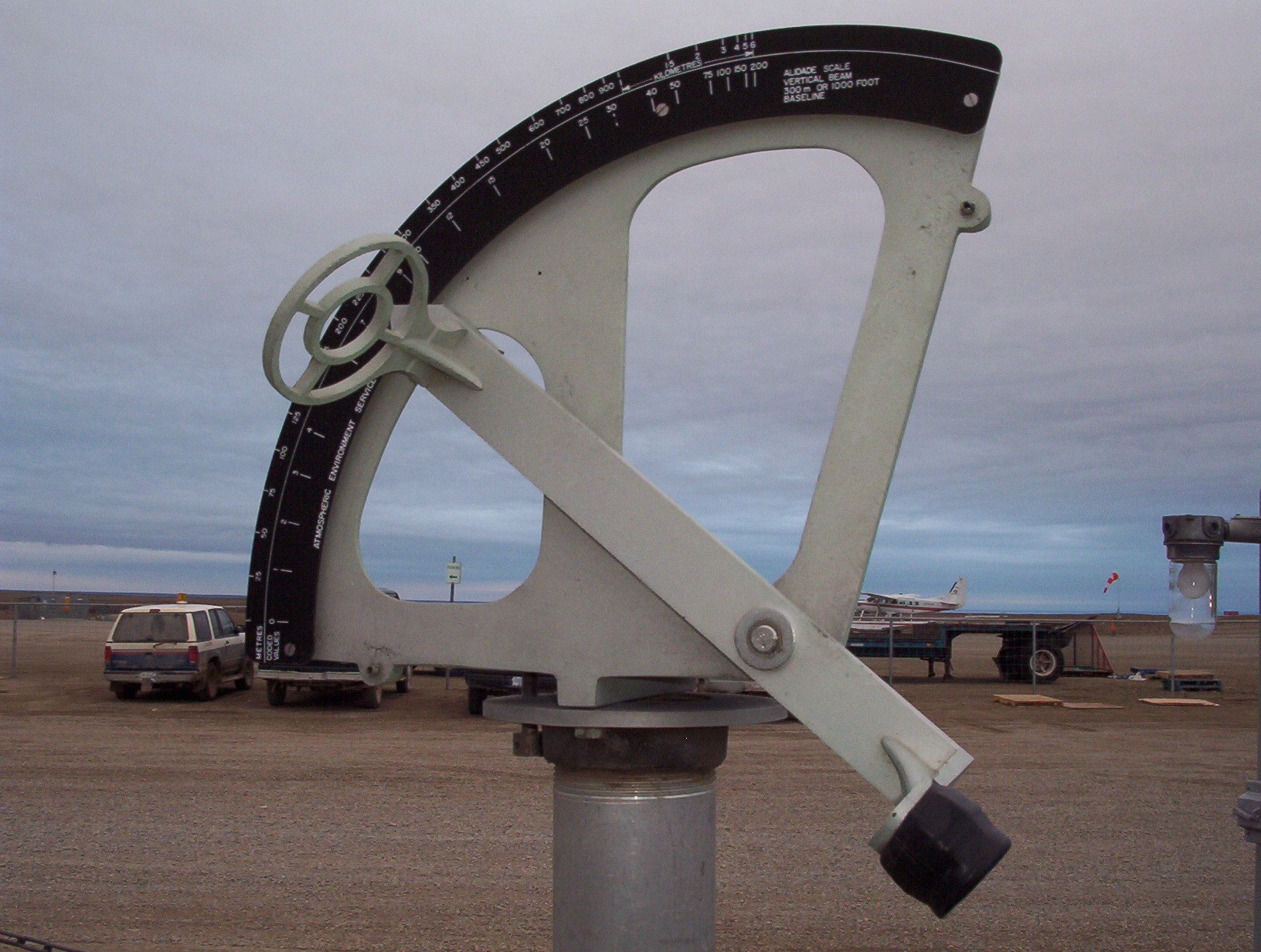
시일링 투광기와 같이 쓰는 조준의

조준의(照準儀, 영어: Alidade) 측량 기구의 일종으로, 3차원 물체 표면의 수평도를 재는 데 사용한다.